# Bowlus
Bowlus és una població dels Estats Units a l'estat de Minnesota. Segons el cens del 2000 tenia 260 habitants.

## Demografia
Segons el cens del 2000, Bowlus tenia 260 habitants, 105 habitatges, i 74 famílies. La densitat de població era de 80,3 habitants per km².
Dels 105 habitatges en un 29,5% hi vivien nens de menys de 18 anys, en un 60% hi vivien parelles casades, en un 4,8% dones solteres, i en un 28,6% no eren unitats familiars. En el 25,7% dels habitatges hi vivien persones soles el 13,3% de les quals corresponia a persones de 65 anys o més que vivien soles. El nombre mitjà de persones vivint en cada habitatge era de 2,48 i el nombre mitjà de persones que vivien en cada família era de 2,96.
Per edats la població es repartia de la següent manera: un 25% tenia menys de 18 anys, un 10% entre 18 i 24, un 28,8% entre 25 i 44, un 21,2% de 45 a 60 i un 15% 65 anys o més.
L'edat mediana era de 35 anys. Per cada 100 dones de 18 o més anys hi havia 105,3 homes.
La renda mediana per habitatge era de 32.222 $ i la renda mediana per família de 41.563 $. Els homes tenien una renda mediana de 25.104 $ mentre que les dones 24.063 $. La renda per capita de la població era de 13.868 $. Entorn del 6,2% de les famílies i el 10,3% de la població estaven per davall del llindar de pobresa.

## Poblacions més properes
El següent diagrama mostra les poblacions més properes.